# Chauliodon deflexicalcaratum
Chauliodon deflexicalcaratum – gatunek roślin z monotypowego rodzaju Chauliodon z rodziny storczykowatych (Orchidaceae). Występuje w tropikalnej Afryce w: Kamerunie, Gabonie, Ghanie, Liberii, Nigerii, Demokratycznej Republice Konga na Wybrzeżu Kości Słoniowej. Rośliny zielne o kwiatach bladych lub pomarańczowobrązowych.

## Systematyka
Gatunek sklasyfikowany do podplemienia Angraecinae w plemieniu Vandeae, podrodzina epidendronowe (Epidendroideae), rodzina storczykowate (Orchidaceae), rząd szparagowce (Asparagales) w obrębie roślin jednoliściennych.